# گلیان (تویسرکان)
گلیان (تویسرکان)، روستایی از توابع بخش قلقل‌رود شهرستان تویسرکان در استان همدان ایران است.

## مردم
مردم این روستا ترک هستند و به زبان ترکی سخن می گویند.

## جمعیت
این روستا در دهستان قلقل‌رود قرار دارد و براساس سرشماری مرکز آمار ایران در سال ۱۳۹۵، جمعیت آن ۷۲ نفر (۲۶ خانوار) بوده‌است.